# 国库的监督者
国库的监督者（又译：两库的监督者； imy-r prwy ḥḏ ）是古埃及古王国时期和新王国时期宫廷的重要官职。这个称号最早出现在第四王朝。 该头衔在中王国时期中并不常见，但在新王国时期又重新成为了宫廷中最重要的头衔之一。国库是法老存放贵重物品的地方，这些贵重物品包括金属物品和亚麻布。因此，国库的监督者基本上负责管理整个国家的资源。这一头衔的存在时间极长，一直延续到了古埃及后期。该头衔的写法有“国库的监督者”（ imy-r pr ḥḏ ）和“两库的监督者”（ imy-r prwy ḥḏ ）两种，目前并不清楚这两个头衔之间的职务有无区别。